# Мерченаско
Мерчена̀ско (на италиански: Mercenasco; на пиемонтски: Mersnasch, Мерсънаск) е село и община в Метрополен град Торино, регион Пиемонт, Северна Италия. Разположено е на 249 m надморска височина. Към 1 януари 2020 г. населението на общината е 1269 души, от които 225 са чужди граждани.